# Toscane
Toscane (Italiaans Toscana) is een regio in Midden-Italië, die in het noorden aan Ligurië en Emilia-Romagna, in het oosten aan Umbrië en de Marken, in het zuiden aan Lazio en in het westen aan de Tyrreense Zee grenst. De oppervlakte van de regio Toscane neemt ongeveer een dertiende van het nationaal grondgebied in beslag, oftewel 7,6%. Wat betreft grootte staat de regio op de vijfde plaats, na Sicilië, Piëmont, Sardinië en Lombardije. Toscane huisvest 6,1% van de nationale bevolking van Italië.

## Geschiedenis
In de oudheid vormde Toscane met het noordwesten van Latium een vruchtbaar gebied waar de beschaving van de Etrusken tot bloei kwam. De Etrusken hebben eeuwenlang veel culturele en godsdienstige invloed op de Romeinen gehad, terwijl zij ook vaak rivalen waren. Hun politieke en militaire invloed werd steeds meer teruggedrongen. In 205 v.Chr. steunden zij de Romeinen tijdens de Tweede Punische Oorlog tegen Carthago. In 90 v.Chr. kregen de inwoners van Etrurië rechten als Romeinse burgers, waarmee de annexatie voltooid was.
Toscane was de regio waarin de Italiaanse renaissance in de 14e eeuw wortel schoot en in 15e en 16e eeuw tot grote hoogten steeg. In het Toscaans ontstond een literaire traditie met voormannen als Dante Alighieri, Petrarca, Boccaccio en Machiavelli, waarmee het moderne Italiaans nieuwe status en vorm kreeg. Onder leiding van de De' Medici's maakte het toenmalige Groothertogdom Toscane een bloeitijd door. Het artistieke erfgoed van deze regio bestaat uit literatuur, architectuur, schilderkunst en beeldhouwkunst, en is in tientallen musea verzameld, zoals in de Uffizi in Florence. Ook elders ter wereld bevinden zich topstukken, zoals de Mona Lisa in het Louvre in Parijs.

## Geografie

### Klimaat
De regio profiteert van de zachte lucht die vanaf de Tyrreense Zee binnenkomt en van de bescherming van de Tosco-Emiliaanse Apennijnen. De winter is gematigd, de zomer warm, de lente en herfst zijn regenachtig te noemen. In de berggebieden van de Apennijnen, de Colline Metallifere en de Monte Amiata heerst een typisch bergklimaat.

### Provincies en belangrijke steden
| Provincie/metropolitane stad | Afkorting | Hoofdstad      | Belangrijke plaatsen                |
| ---------------------------- | --------- | -------------- | ----------------------------------- |
| Arezzo                       | AR        | Arezzo         | Cortona, Montevarchi                |
| Florence                     | FI        | Florence       | Empoli, Scandicci, Sesto Fiorentino |
| Grosseto                     | GR        | Grosseto       | Orbetello, Monte Argentario         |
| Livorno                      | LI        | Livorno        | Piombino                            |
| Lucca                        | LU        | Lucca          | Viareggio                           |
| Massa-Carrara                | MS        | Massa, Carrara |                                     |
| Pisa                         | PI        | Pisa           | Volterra                            |
| Pistoia                      | PT        | Pistoia        | Montecatini Terme                   |
| Prato                        | PO        | Prato          | Montemurlo                          |
| Siena                        | SI        | Siena          | Montepulciano, San Gimignano        |

### Eilanden

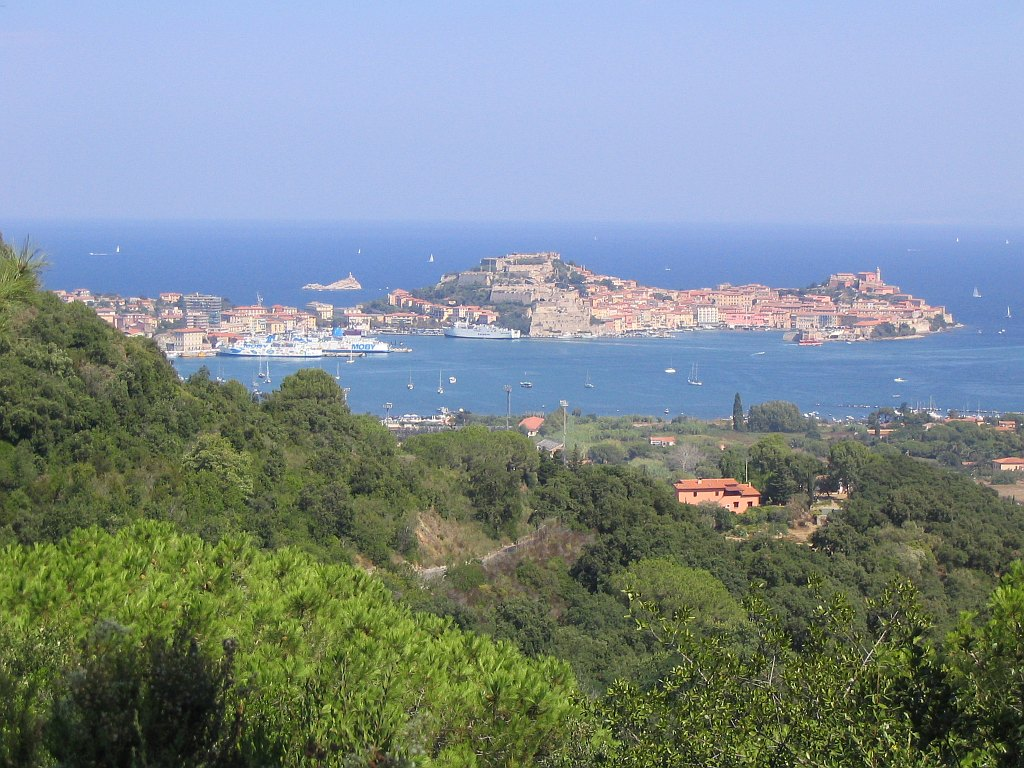
Portoferraio op Elba

- Elba
- Montecristo
- Giannutri
- Isola del Giglio
- Pianosa

## Economie

### Toerisme
Belangrijke toeristische bestemmingen in Toscane zijn de steden Florence, Pisa, Lucca, Maremma (in het Grosseto district), Crete Senesi, San Gimignano, Cortona, Volterra en Siena. De regio Toscane stimuleert het "agritoerisme" (agriturismo), waarbij bezoekers op boerderijen verblijven. Toscane heeft 120 natuurreservaten en wordt vaak gezien als een van de mooiste delen van Italië.

### Wijnen
Toscane staat ook bekend om zijn wijnen. Net zoals Piemonte heeft Toscane grote bekendheid als wijnstreek binnen Italië. Bekende wijnen zijn Chianti, Brunello di Montalcino en de Vino Nobile di Montepulciano. Tot de topwijnen behoren de zogeheten Super-Toscaners, ontstaan door de innovatie van befaamde wijnhuizen in de jaren 80 en 90. Deze wijnen, zoals Tignanello, Sassicaia en Ornellaia, met prijzen tot honderden euro's per fles, worden volgens nieuwe principes gemaakt, waarvoor niet uitsluitend traditionele druivenrassen worden gebruikt. In de omgeving van Bolgheri hebben deze wijnen erkenning gekregen met het toekennen van de DOC-predicaten Bolgheri Sassicaia en Bolgheri.

## Afkomstig uit Toscane
- Guido van Arezzo (991-1033), musicus
- Francesco Petrarca (1304-1374), dichter
- Tommaso Masaccio (1401-1428), schilder
- Luca Pacioli (1445-1517), franciscaan en wiskundige
- Leonardo da Vinci (1452-1519), schilder
- Giacomo Puccini (1858-1924), componist
- Amintore Fanfani (1908-1999), politicus
- Gino Bartali (1914-2000), wielrenner
- Roberto Benigni (1952), acteur
- Paolo Rossi (1956-2020), voetballer